# Васильева, Татьяна Вадимовна
Татья́на Вади́мовна Васи́льева (2 июня 1942 — 6 января 2002) — российский филолог-классик, философ, переводчик философской литературы.

## Биография
Окончила классическое отделение филологического факультета МГУ (1963). Кандидат филологических наук (1969), доктор философских наук (2000), старший научный сотрудник Института философии РАН (до 1993), профессор РГГУ (1992—2002), профессор кафедры истории и теории мировой культуры философского факультета МГУ (1993—2002).
В 1999 году защитила докторскую диссертацию «Платоновский корпус и система философии Платона».
Переводчик древнегреческих авторов и представителей европейской философской мысли на русский язык. Писала латинские стихи.
Муж — философ Николай Николаевич Трубников (1929—1983); дочь Надежда (род. 1970) — философ, востоковед.

## Переводы
- Платон, диалоги «Кратил», «Теэтет»
- Трактаты Аристотеля «О небе» (III и VII); кн. «Евдемовой этики»,
- И. Кант, «О несостоятельности любых философских опытов теодицеи»,
- М. Хайдеггер «Учение Платона об истине», «Изречение Анаксимандра», «О существе и понятии φύσις; Аристотеля „Физика“ В 1».

## Сочинения
- Афинская школа философии (Философский язык Платона и Аристотеля). М., 1985 (в серии «Из истории мировой культуры»);
- Платоновский вопрос сегодня и завтра // Вопросы философии. 1993, № 9;
- Путь к Платону. М., 1997, 1999;
- Комментарии к курсу истории античной философии. Пособие для студентов. М., 2002;
- Семь встреч с М. Хайдеггером. М., 2004;
- Поэтика античной философии. М.: Академический проект, 2008. — ISBN 978-5-8291-1034-5.